# イオアニス・クリサフィス
イオアニス・クリサフィス（ギリシア語: Ιωάννης Χρυσάφης 英語: Ioannis Chrysafis 1873年 - 1932年10月12日）は、ギリシャの体操競技選手。
「Ethnikos G.S. Athens」のリーダーとしてアテネオリンピックの体操競技に出場、平行棒団体で銅メダルを獲得した。
その後、アテネ大学の体育学部長を務めている